# Evan Ferguson
Evan Joe Ferguson (* 19. Oktober 2004 in Bettystown, County Meath) ist ein irischer Fußballspieler, der aktuell als Leihspieler von Brighton & Hove Albion bei der AS Rom in der Serie A und für die A-Nationalmannschaft spielt.

## Karriere

### Verein
Ferguson spielte zunächst bei dem renommierten Dubliner Schülerverein St. Kevin’s Boys, bevor er in die Jugendabteilung des irischen Erstligisten Bohemians Dublin wechselte. Sein Debüt in der A-Mannschaft gab Ferguson am 11. Juli 2019 bei einem 1:1-Unentschieden gegen den FC Chelsea in einem Freundschaftsspiel im Dalymount Park. Damals war er gerade einmal 14 Jahre alt und wurde damit zum jüngsten Spieler des Vereins in der Profimannschaft. Sein Pflichtspieldebüt gab er am 20. September 2019 bei einem 1:1-Unentschieden gegen Derry City im Ryan McBride Brandywell Stadium in der Premier Division, als er spät eingewechselt wurde.
Im Januar 2021 unterschrieb er bei Brighton & Hove Albion und begann in der dortigen Jugendakademie zu spielen. Am 24. August 2021 gab er sein Debüt in der ersten Mannschaft, als er in der 81. Minute beim 2:0-Auswärtssieg gegen den Zweitligisten Cardiff City in der zweiten Runde des EFL-Cups für Enock Mwepu eingewechselt wurde. Am 19. Februar 2022 gab Ferguson sein Premier-League-Debüt für Brighton, als er bei der 0:3-Heimniederlage gegen den Tabellenletzten FC Burnley eingewechselt wurde. Am 31. Dezember kam er bei der 2:4-Heimniederlage gegen den FC Arsenal zu seinem dritten Premier-League-Einsatz als Einwechselspieler für Brighton und erzielte dabei sein erstes Ligator. Mit 18 Jahren wurde er sowohl Irlands als auch Brightons der jüngste Torschütze in der höchsten englischen Spielklasse.
Im Februar 2025 wurde er an West Ham United verliehen.
Im Sommer 2025 wechselte Ferguson demnach für eine Saison von Brighton & Hove Albion zur AS Rom inklusive einer 37-Millionen-Euro-Kaufoption.

### Nationalmannschaft
Ferguson hat die Republik Irland auf den Ebenen der U15-, U17- und U21-Jugendmannschaft vertreten. Sein Debüt in der A-Nationalmannschaft gab er am 17. November 2022 gegen die Nationalmannschaft Norwegens, als er in der 89. Minute für den Torschützen Alan Browne bei der 1:2-Heimniederlage eingewechselt wurde. Sein erstes Tor für Irland erzielte er am 22. März 2023 bei einem 3:2-Sieg gegen Lettland.

## Familiäres
Ferguson ist der Sohn des ehemaligen Fußballprofis Barry Ferguson, der u. a. für Coventry City und Colchester United spielte. Seine Mutter ist englischer Abstammung.